# جيوفاني غريفيث
جيوفاني غريفيث (بالإيطالية: Giovanni Griffith)‏ لاعب كرة قدم إيطالي في مركز الدفاع (ولد يوم 9 أكتوبر من العام 1934 في بارما) لعب لمدة 5 مواسم (150 مباراة، 4 أهداف) في دوري الدرجة الأولى لأندية باليرمو، روما وأتالانتا، لكن مسيرته الكروية انتهت في سن مبكرة نسبيا بسبب كسر في الساق.